# هان فی زی
هان فی زی یا هان فی هانگ فیلسوف چینی بود که ۲۳۳ تا ۲۸۰ سال قبل از میلاد مسیح می‌زیست. او فلسفه لگالیسم (افراط در مراعات قانون یا قانون‌پرستی) را توسعه داد. برخلاف فلاسفهٔ هم‌دورهٔ خود، هان فی زی از طبقه اشراف بود و در دربار حکومت هان متولد شده بود.

## نام
به نام هان فی زی علامت 子 (زی) افزوده شده‌است که در زبان چینی به اسامی فلاسفه مانند کنفسیوس به‌معنای استاد بزرگ افزوده می‌شد. این علامت نشان از آن دارد که هان فی زی شاید کتابی داشته و شاید هم این علامت فقط به اسم او اشاره می‌کرده‌است.